# Territorio Santos Modelo
El Territorio Santos Modelo (TSM), es un complejo de carácter deportivo, educativo, religioso y de entretenimiento de gran magnitud ubicado en la ciudad de Torreón, Coahuila, México. Es el primero realizado en México y único en América Latina. Tiene una inversión superior a los 100 millones de dólares.

## Historia

### Antecedentes y construcción
El proyecto fue presentado el 14 de noviembre de 2007 y el 11 de febrero de 2008 la compañía HKS inició la obra con la limpia del terreno en donde se edificaría el complejo. Dos meses después, el 20 de abril de 2008, se dio la primera colada de cemento.
El Territorio Santos Modelo tiene 12 hectáreas de superficie, entre los materiales más utilizados para su construcción fueron:
- 27 000 m³ de concreto.
- 6 000 t de varilla.
- 1 300 m² de lonaria.
- 3 867 m² de zinc.
- 5 200 m² de cantera.

Además se extrajeron 310 000 m³ de tierra para la obra.

### Inauguración
La Inauguración del inmueble se realizó el 11 de noviembre de 2009 con un partido de fútbol entre el Club Santos Laguna y Santos Futebol Clube. Previamente a este partido hubo un concierto del cantante Ricky Martin para engalanar este magno evento, así también como un espectáculo de las porristas del equipo de fútbol americano New Orleans Saints. La declaración de Inauguración fue dada por el presidente de México Felipe Calderón en compañía del Gobernador de Coahuila, Humberto Moreira y del presidente de la FIFA, Joseph Blatter. Pablo Montero fue el designado para entonar el Himno Nacional Mexicano antes de iniciar el partido y Pelé fue el encargado de dar la patada inaugural del recinto. Al medio tiempo del partido la fiesta fue galardonada con grandes futbolistas que formaron parte del club, al igual de jugadores reconocidos internacionalmente como: Jorge Campos, René Higuita, Franco Baresi, Gabriel Batistuta, George Weah, Enzo Francescoli y Bebeto.

### Incidente
El 20 de agosto de 2011, cuando corría el minuto 40 del primer tiempo del partido entre Santos y Monarcas Morelia de la jornada 6 del Torneo Apertura 2011, detonaciones de arma de fuego sonaron en las inmediaciones del estadio, atravesando varios cristales del recinto y provocando pánico entre la gente.
Las autoridades informaron que el tiroteo se originó en la carretera Torreón-San Pedro, donde un convoy de tres camionetas se negaron a detenerse en un retén de la policía municipal de Torreón. Un policía municipal resultó herido como resultado del tiroteo.

### Segunda etapa
En 11 de noviembre de 2015 Alejandro Irarragorri informó que en 2016 arrancaría la construcción de la segunda etapa del TSM.
El 31 de mayo de 2016 Alejandro Irarragorri, Presidente del Consejo de Administración de Grupo Inmobiliario Orlegi y Jaime Fasjar, Presidente de Thor Urbana Capital, anunciaron el proyecto Lifestyle Retail & Sporting Center TSM, un centro comercial aledaño al Estadio Corona el cual incluye salas de cine, tiendas de moda y deportes, restaurantes, bares y una sucursal Soriana. El costo de la obra fue de 600 millones de pesos.
El 29 de noviembre se oficializó el inicio de las construcciones de la segunda etapa tras realizar la primera colada de esta.
A pesar de los anuncios e inicios simbólicos de la obra, esta nunca se concretó.

## Instalaciones

### Estadio Corona

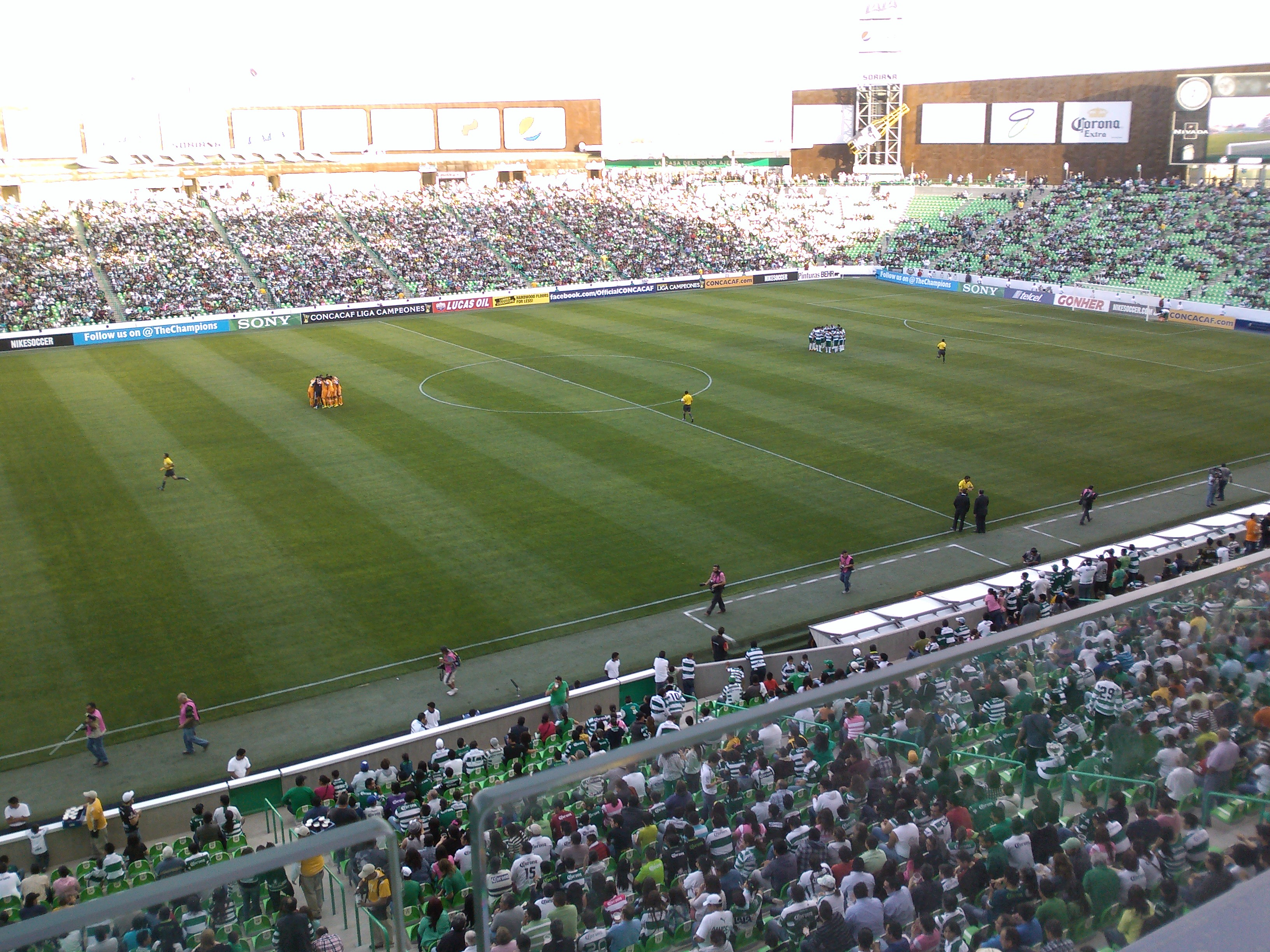
Vista interior del Estadio Corona.

El diseño del estadio era una fantasía. El Estadio Corona es la parte más importante del complejo del TSM, cuenta con las siguientes instalaciones:
- Capacidad para 30,000 espectadores, distribuidos en 5 niveles y la posibilidad de expansión a 40 mil, en una segunda etapa.
- Consta de 112 suites y 2 superpalcos.
- Sala de prensa para 50 personas, palcos de prensa para 170 periodistas.
- Área para personas con capacidades diferentes.
- Salón de fiestas y eventos para 500 personas en Lounge Estrella.
- Gimnasio Rocksport, con vista a la cancha.
- Oficinas y estudios de Tv Azteca Laguna.
- Restaurant La Chopería, Corona Club Bar y Corona Lounge.
- Auditorio.
- Sala de trofeos.
- Santos Shop, by Innova Sport.
- 2 Vestidores principales y 2 preliminares.
- 3 Vestidores para árbitros.
- Oficina para Comisarios.
- Sala antidopaje.
- Camerino.
- Oficinas administrativas Club Santos Laguna.

### Parroquia de Todos los Santos
Es la primera en el mundo que se encuentra dentro de un complejo deportivo y de entretenimiento y es el resultado de las donaciones del Territorio Santos Modelo, sus patrocinadores y benefactores que comulgan con la idea de dar a la fe un espacio tan importante como al deportivo. Tiene capacidad para 400 personas, cuenta con el Columbario de Todos los Santos que aloja 492 nichos y pertenece a la Diócesis de Torreón.
La Parroquia festeja su aniversario el 1 de noviembre. En el marco del segundo año, se llevó a cabo la bendición del altar en una bella Eucaristía.

### Escuela de fútbol Santos-Lala
Recibe a 400 niños que tienen en sus campos de entrenamiento la formación humana y deportiva que transmite el equipo de los Guerreros del Santos Laguna, además cuenta con una cancha de pasto artificial aprobada por los estándares de la FIFA.

### Edificio de fuerzas Básicas
Cuenta con habitaciones de primer nivel y las mejores áreas para preparar a los futuros jugadores, bajo los principios de una institución que busca la excelencia para brindar seres humanos completos convertidos en grandes deportistas. La Casa Club alberga a 40 jóvenes que reciben atención especial con hospedaje, alimentación, educación y gimnasio.

### Centro de alto rendimiento
Cuenta con dos canchas FIFA dos estrellas de pasto sintético y tres canchas y media de pasto natural, además de dos frontones para entrenamiento de tiros libres y porteros.

### Otras
- Academia de baile Spazio Di Ballo.

- Cuenta con un amplio estacionamiento con capacidad para 2,504 cajones.

- Planta purificadora que recolecta las aguas de desecho de 20,000 viviendas para procesarla y utilizarla para el riego de las 23 hectáreas de terreno. Este sistema cuenta con 7 cisternas que dan servicio también a los 600 muebles de baño que están dentro del TSM.

## Distinciones y reconocimientos
- En el año 2010 el estadio fue designado como Obra del Año por la revista Obras, que publica la Editorial Expansión, luego de imponerse en una votación pública a otras siete construcciones.[16][17]
- En el 2012 como Obra Emblemática otorgado por el Consejo Iberoamericano de Interiores.[18][19]

## Patrocinadores
Este complejo cuenta con diferentes patrocinadores, tanto nacionales como internacionales, cada uno de ellos enfocados en diferentes ámbitos industriales.
| Empresa           | Origen | Ámbito           |
| ----------------- | ------ | ---------------- |
|                   | México | Cervezas         |
|                   | México | Retail           |
|                   | México | Lácteos          |
|                   | México | Minería          |
|                   | México | Textil           |
|                   | México | Apuestas         |
| Omnibus de México | México | Transporte       |
| SIMSA             | México | Petrolera        |
| Sanatorio Español | México | Salud            |
| Totalplay         | México | Telecomunicación |

| Empresa   | Origen         | Ámbito             |
| --------- | -------------- | ------------------ |
| Pilgrim's | Estados Unidos | Alimentos          |
|           | Estados Unidos | Bebidas            |
| Puma      | Alemania       | Ropa y Calzado     |
| Nivada    | Suiza          | Industria relojera |